# Zavétnoie (Saràtov)
|  | Per a altres significats, vegeu «Zavétnoie». |

Zavétnoie (en rus: Заветное) és un poble de l'óblast de Saràtov, a Rússia, segons el cens del 2021 tenia 171 habitants. Pertany al districte municipal de Volsk.